# ことはの王子様
『ことはの王子様』（ことはのおうじさま）は、渡辺純子による日本の漫画作品。

## 作品概要
同作者による漫画、『まゆかのダーリン!』に登場するキャラクター、八王子せのおを主人公にしたスピンオフ作品。作者によると、「まゆか」の外伝的な物語を編集部から依頼されたのがきっかけらしい。
「まゆか」が幼稚園児の女の子と高校生の男の子という組み合わせに対して、「ことは」は幼稚園児の男の子と大人の女性というコンセプトで作られている。
また、名前では呼ばれていないが、この作品の主人公であることはが、『まゆかのダーリン!』に登場したこともある。

## あらすじ
幼稚園児にして財閥の跡取り息子であるせのおと、彼と微妙な関係にある一人のメイドことは。そして、せのおの周囲の個性的な面々の賑やかな日常が続く。

## 登場人物
逢坂 言葉（おうさか ことは）
主人公、女性、黒髪ショートカット。八王子家に仕えるメイドの一人。天然ボケキャラ。
せのおに献身的に尽くす一方、保護者や恋人としての役割も担うようになる。普段はにこやかで、他の個性的な女性陣に対してやや影が薄いほど常識的。しかしその反面、酒癖が極めて悪く、泥酔すると暴れまくり、八王子家に甚大な被害をもたらすこともある。
年齢不明だが、平成生まれらしい。彼女の母親も、八王子家のメイドだったようである。
八王子 瀬乃緒（はちおうじ せのお）
5歳、男性、幼稚園児。金髪。お金持ちの家「八王子家」の御曹司。
この歳にして凛々しく、御曹司としての風格を出し始めているが、それとはアンバランスな外見に周囲の人間たちから、愛玩動物のように扱われることも多い。
周囲の人間を「愚民」などと言って見下すこともあるが、ことはやまゆかなど一部の人間には（比較的）優しく接している。両親は多忙らしく、滅多に帰ってこない。そのため、普段自宅には、ことは達使用人と彼しかいない。
松浦 まゆか
5歳、女性、幼稚園児。せのおが片思いしている女の子。『まゆかのダーリン!』の主人公。
せのおが何度かアプローチを試みるも、なかなかその想いに気づいてもらえない。
物語がことはとせのおの関係を描いたものに早々にシフトしたため、序盤にしか出てこない。

### 八王子家の使用人
小清水
八王子家の執事。ことはが休暇を取って不在の時に、せのおの専属使用人として登場。
ことはがいないことで落ち込んでいたせのおのために、メイド姿に女装しせのおを困惑させた。そのことが面白かったのか、その後も女装をはじめとした奇行が目立つ。
夏月（かづき）
八王子家に仕えるメイドの一人。上の名前不明。
カチューシャをつけ、ややつり目。少し素直ではない、いわゆるツンデレキャラである。ことはや周囲の人間に常識的な指摘をするツッコミ担当。
千歳（ちとせ）
八王子家に仕えるメイドの一人。上の名前不明。
メガネっ娘で巨乳。一見おっとりしたタイプに見えるが、実は全般的にテンションが高い。
嬉々としてマニアックな妄想を口に出し、（主に）せのおやかづきを困惑させることが多い。
また、各種萌え属性やコスプレなど、オタク寄りな知識に詳しい。
かづきが好きで、たびたびセクハラまがいに迫ることがある。

### せのおの家族と親戚
八王子 秋緒（はちおうじ あきお）
せのおの従姉。ツインテールの髪型で金髪。非常に陽気でオープンな性格。
数年前、赤ちゃんだったころのせのおに、指をつかまれたのがきっかけで、せのおのことを好きになる。
せのおをからかうのが大好きで、なにかとちょっかいを出したり、せのおとくっつきたがる。
リナ
秋緒の専属メイド。黒髪のショートカット、褐色肌。
口数が少なく、内気な性格だが、秋緒のことが好きで、いつも側についている。

## 単行本
まんがタイムKRコミックス（芳文社）として発行されている。
1. 2006年2月11日第1刷発行 ISBN 4-8322-7561-5
2. 2007年6月12日第1刷発行 ISBN 978-4-8322-7631-4